# Marin Diaconescu
Marin Diaconescu (n. 12 iunie 1943, Balș, România – d. 30 ianuarie 2020, Piatra-Neamț, Neamț, România) a fost un politician român, membru al Partidului România Mare. Marin Diaconescu a fost deputat în legislatura 1992-1996 pe listele PDSR dar a demisionat la data de 15 martie 1993 și a fost înlocuit de deputatul Simion Bagdasar. Marin Diaconescu a fost deputat în legislatura 2000-2004 pe listele PDSR  dar a demisionat la data de 5 februarie 2001 și a fost înlocuit de deputatul Ion Bozgă. În legislatura 2004-2008, Marin Diaconescu a fost membru PSD până în martie 2006, când a devenit membru PRM. În perioada decembrie 2007 - septembrie 2008, Marin Diaconescu a fost deputat independent, iar din septembrie 2008 a revenit la PRM. În legislatura 2004-2008, Marin Diaconescu a fost membru în grupurile parlamentare de prietenie cu Islanda și Republica Chile.

## Activitate
A ajuns în Parlament încă din anul 1992, când a fost ales deputat, fotoliu pe care l-a abandonat în 1993 pentru scaunul de prefect al județului Olt, demnitate deținută până  în anul 1996.
Între 1996-2000 a fost consilier parlamentar, apoi, iarăși, a fost ales deputat în 2000, dar a plecat în 2001 prin demisie pentru a fi încă o dată prefect la Olt până în 2004.
Marin Diaconescu a fost singurul prefect din județ și unul dintre puținii din țară care și-a dus la capăt două mandate de prefect fără a fi demis.
A mai prins un mandat de deputat în legislatura 2004-2008, care a fost și ultimul.
Marin Diaconescu nu a rămas însă la PSD, ci a trecut la PRM din anul 2006.